# Лахорская фондовая биржа

Логотип биржи

Лахо́рская фо́ндовая би́ржа — вторая крупнейшая фондовая биржа в Пакистане. Расположена в городе Лахор.
Целью установления обмена было то, что провинция Пенджаб с преобладающим средним классом должен иметь новые возможности для инвестиций и уделять особое внимание малым и средним отраслям. Наибольшее количество средних отраслей и деловых домов было расположено в Пенджабе; Поэтому многие предприниматели с небольшими отраслями в Пенджаб хотели построить свои отрасли, широкими на основе преобразования их в государственные ограниченные компании. Большое сельскохозяйственное богатство также было доступно для народа Пенджаба, который составлял 62% населения Западного Пакистана, и что богатство должно было быть ориентированным на инвестиции. Учреждение было создано для содействия инвесторам Пенджаб и Северных районов, предоставляя им доступ к рынку капитала и позволить им принять участие в ходе прогресса корпоративного сектора страны. С тех пор учреждение служило причину инвестирования в небольшие и большие числа, также предоставляя услуги и рыночное место не только в Лахоре, но и за пределами города.

## История
Лахорская фондовая биржа была образована в октябре 1970 года и согласно Постановление правительства Пакистана от 1969 года должна была отвечать за нужды столицы провинции Пенджаб. Изначально на бирже были заняты 83 человека, а сама биржа располагалась в арендованном здании на Банковской площади в Лахоре. С момента основания количество зарегистрированных на бирже компаний увеличилось до 519. Общий капитал LSE составляет 555,67 млрд фунтов стерлингов (3,5 млрд долларов США), а рыночная капитализация составляет 2,51 трлн фунтов стерлингов (16 млрд долларов США). Лахорская фондовая биржа открыла для торговли филиалы в промышленных городах Фейсалабад и Сиалкот. Филиал в Сиалкоте называется торговой площадкой Сиалкот. С 11 января 2016 года Лахорская фондовая биржа была объединена с Карачинской фондовой биржей и Исламабадской фондовой биржей в соответствии с Законом о фондовых биржах (акционирование, демутуализация и 

### LSE-25
Индекс компании Twenty Five Лахорской фондовой биржи рассчитывает доходность акций, предполагая, что все выпуски прав и дополнительные выпуски акций только увеличивают зарегистрированный капитал, так что цены акций не корректируются, как в случае с LSETRI. LSE25 также предполагает, что дивиденды, выплачиваемые компанией-компонентом, не реинвестируются. 
Таким образом, на LSE25 корректировка цен не производится, когда какая-либо компания-компонент выплачивает денежные дивиденды.